# アレグザンダー・ウィンザー
アレクザンダー・ウィンザー（英語: Alexander Windsor、1974年10月24日 - ）は、広義のイギリス王室の一員。グロスター公爵の法定推定相続人としてアルスター伯爵の儀礼称号を帯びている。現時点のイギリス王位継承順位は第32位。国王ジョージ5世の曾孫にあたる。

## 経歴
1974年10月24日、グロスター公リチャードとバージットの唯一の息子（第1子）としてパディントンのセント・メアリー病院に生まれる。
イートン・カレッジからキングス・カレッジ・ロンドンに進学し、1996年に軍事学の学士号を取得して卒業した。その後はサンドハースト王立陸軍士官学校に進み、1998年からキングス・ロイヤル・ハッサーズで軍務に就いた。
北アイルランドを経て2002年にはコソボ、2003年はイラクのバスラに駐屯した。
2002年6月22日、セント・ジェームズ宮殿のチャペル・ロイヤルにおいてクレア・ブースと結婚し、1男1女を儲けた。
- ザン（2007年 - ）
- コジマ（2010年 - ）